# Martinet à collier interrompu
Streptoprocne biscutata
Espèce
Synonymes
- Chaetura biscutata P.L. Sclater, 1866
(protonyme)

Statut de conservation UICN

 LC  : Préoccupation mineure
Le Martinet à collier interrompu (Streptoprocne biscutata) est une espèce d'oiseaux de la famille des Apodidae.

## Répartition
Cette espèce vit au Brésil et au Paraguay.